# 朱高正
朱高正（1954年10月6日—2021年10月22日），臺灣政治人物、社會運動者、易學家，為民主進步黨創始黨員，臺灣民主化早期政治人物之一，曾任立法委員，有「台灣第一民主戰艦」之稱。
雲林縣北港鎮人，台灣大學法律系，早年留學西德，波恩大學哲學博士，主要研究康德主義。1990年出版的德文著作《論康德的人權與基本民權學說》，被全球哲學權威刊物《康德研究》季刊評為當代研究康德法權哲學之必備著作。
返臺後，朱高正參與黨外運動，反威權，反對國民黨一黨專制。1986年民進黨創黨時，為創黨人之一，朱高正稱「發誓推翻蔣氏獨裁」，指責國民黨永不改選的萬年民代為「老賊」。1988年，對立法委時任院長劉闊才揮出立院「第一拳」，做出跳上主席台拔麥克風抗議等激烈手段，不僅震撼全國、打響知名度，更在雲嘉南等縣市被選民視為「國會英雄」與“民主戰艦”。他認為「在國民黨獨裁時期，反對黨為有效監督，必須採取極端的手段；溫和的問政方式，無法有效推動民主發展」，他自稱為「國會戰神」。
1989年12月，朱高正再當選增額立委，後因在國家認同等意識形態上，開始與民進黨內的「台獨」路線出現歧異，隔年宣布退出民進黨，之後創立中華社會民主黨，後將中華社會民主黨併入新黨。1997年因與新黨主席郁慕明等人鬧不合，最後被新黨開除 。
1998年立委落選後，作為南宋大儒朱熹26代嫡孫的朱高正淡出台灣政壇，投身中華傳統文化研究，講授《道德經》、《易經》、《四書》，出版著作《朱高正講康德》、《從康德到朱熹：白鹿洞講演錄》、《近思錄通解》、《四書精華階梯》、《周易全集》、《易傳通解》、《周易六十四卦通解》等。
2021年10月22日19時，因大腸癌病逝於臺北市文山區萬芳醫院。

## 早年生平
朱高正自稱是理學家朱熹後裔，第二十六代嫡孫。祖籍福建漳州平和九峰，自称“渡台第六代”，福佬客，篤信道教。父親則是日治時期柔道冠軍團隊的教練。
朱高正於1954年出生於雲林縣斗六鎮的糖廠原料宿舍。:94父親是斗六人，母親是斗南人。一歲三個月時，因父親工作異動，搬遷至北港。此後一直於北港居住，直到小學畢業，才離家至嘉義玉山初中讀書。朱高正曾回憶住北港時，常常去李萬居家玩耍。:94
1969年，朱高正考入臺南一中，曾獲校長李昇召見勉勵。朱高正謂選擇臺南一中是因為父親及大舅都是日治時期突破重重難關考入，使他受到啟迪。高一時，朱高正即參加政見發表會，聽張博雅及郭國基的演講。朱高正謂就讀高二時，就已經思考籌組新黨的政治問題，並鼓動其他同學一起加入青年黨和民社黨。某日與常聊天的教官聊天時，得知他私下支持青年黨，教官並鼓勵朱高正必須從碉堡內瓦解碉堡勢力。聽從教官建議下，朱高正於高二下學期加入了中國國民黨。:94-95
然而朱高正加入該黨不久，就發現自己「誤上賊船」，黨內根本沒人認真研究三民主義，全黨瀰漫著歌功頌德、爭相吹捧的惡習。朱高正一氣之下就將黨證撕毀，離開國民黨。:95

## 求學
大學時，朱高正考上國立臺灣大學，在大三時已在校園成為風雲人物，引起校方注意。當時校方發現他曾加入國民黨，遂派人來接觸。朱高正向對方明言只要不追究他當年脫黨行為，並同意黨齡從高二下開始計算，就願意恢復國民黨籍。對方也發給他黨證。1975年，郭雨新參加第二次增額立法委員選舉，朱高正幾位室友前往其競選總部幫忙，沒想到朱高正只發了一次傳單，就名列調查局提報臺大校方懲處五人名單中首位，其他四位是謝明達、田秋堇、周弘憲、林嘉誠。:96
1977年，朱高正毕业于臺灣大學法律系，畢業後曾參加律師考試，可惜名落孫山，在當時有名的律師尤清建議下轉攻法律哲學。1980年，在韓忠謨勸告下，放棄美國轉往德國留學。:98-99朱高正留学波昂大學哲学系，主攻康德哲学；5年后，以《康德的人權與公民權學說》一文，获得博士学位。
1985年8月，朱高正學成歸國。:99
1990年代，郁慕明、陳癸淼公開指控，朱高正在德國讀書時，化名「陳廣信」，身兼國民黨派出的間諜，監視黨外人士。

## 參與黨外運動
朱高正毕业回臺之後，聽了一場蘇秋鎮政見座談會。號稱「立院重砲手」的蘇秋鎮整場一直罵尤清，沒有別的政見，朱高正舉手問：「可以發表別的意見嗎？同意我說話的請鼓掌。」台下一片叫好，花了五分鐘就拆了蘇秋鎮的台；尤清聽聞此事，馬上找來朱高正，要他替自己參選台北縣輔選，幾經考慮後，朱高正點頭答應，成為尤清的「地下總幹事」幫助尤清參選臺北縣縣長選舉，並成功說服臺大法律系系友廖學廣表態支持尤清，成為當時臺北縣議會四十多位議員唯一公開支持尤清者。:101
縣長開票當天，朱高正告訴尤清別被湧入競選總部的人潮所迷惑，那些支持群眾都是沒有選票的人。並分析如果此役能得三成選票已是相當亮眼的成績，除了勸他準備敗選感言，還應該強調他將在三重成立服務處，展現在臺北縣深耕的決心。日後尤清於1989年縣長選舉捲土重來，終於擊敗李錫錕當選。:1011985年縣長選舉後，廖學廣角逐臺北縣議員。朱高正勸尤清一定要強力替廖輔選，不然日後沒人敢挺黨外人士參與選舉。朱高正第一次上台助講就是替廖學廣助講，並利用尤清各項資源替廖輔選。在國民黨傳出一票四千元在廖戶籍的里買票情況下，廖學廣以九千八百多票高票當選。:101
朱高正成為尤清幕僚後，致力于推动臺灣民主化改革。1986年初跟吳祥輝合作，辦《自由臺灣》雜誌，朱高正出任發行人。演講時稱「發誓推翻蔣氏獨裁」。

### 參與民進黨成立
1986年9月28日，「黨外中央選舉後援會」在台北市圓山大飯店2樓召開年底國民大會代表選舉及立法委員選舉的黨外候選人後援會，謝長廷與尤清提案「變更議程、討論建黨」時，有一派人主張即日建黨太草率，要求先成立一個小組，謹慎籌劃，朱高正要求立即組黨：「民主運動發展到這個階段，大家還坐在那討論『組黨籌備委員會』？當年雷震還在籌組政黨階段，就已經『雞仔、鳥仔抓到沒剩半隻』組黨靠決心與勇氣，我正式建議：今天，現在，就宣布組黨！」還說：「如果有人被捕，就全體退選。我們不要怕蔣經國啦，跟蔣經國拚了，一條命而已。」此話一出，立即獲得在場黨外人士的熱烈響應，一致鼓掌。當時謝長廷主張稱「民主進步黨」，因謝長廷事前已經電告大多數人，獲得高度支持。但此時臺灣省議員黃玉嬌反對稱民主進步黨，說：「應稱臺灣民主黨來彰顯臺獨主張。」省議員何春木則開玩笑，重提雷震用過的「中國民主黨」，還說用這個名稱，「將來可以帶回中國大陸去」，哄堂大笑，眾人還是比較支持「民主進步黨」。朱高正反而說要取名「進步民主黨」，這樣的話，「分裂成兩種民主黨，比較方便。左派叫做『進步民主黨』，右派叫做『自由民主黨』。」，謝長廷反對，稱：「我們今天才建黨，就講分裂的事，有點不吉利吧！」哄堂大笑，才把「民主進步黨」的名字給通過，最後民主進步黨正式創黨，朱高正成为首批党员之一。

### 立法委員
1987年，朱高正當選第一屆增額立法院立法委员，推动开放大陆探亲和国会全面直选。在立法院中，朱高正以“暴力问政”风格而闻名。1987年，有一次開會，六十四歲的周書府連續三次打斷朱高正發言，朱高正一怒之下摔出周書府，周書府趴在地上動彈不得，是第一次立法院的議會暴力。1988年4月7日，朱高正跳上主席臺，與趙少康大打出手，最後對七十七歲的代院長劉闊才發生拉扯。劉闊才第二天展露他貼撒隆巴斯膏藥的胸口，証明其傷勢。另一位立委朱星羽嘲諷，劉闊才身材不如色情演員出身的義大利國會議員伊蘿娜·史特拉，還在賣肉。此後在立法院中就經常上演全武行，而此次撼動媒體，常常被誤稱為「立院首度暴力」。
朱高正曾多次殴打立法院的同事，多半都是所謂的老賊，但朱高正說：「在国民党一黨專制的时期，反对党为有效监督，必须采取极端的手段；温和的问政方式，无法有效推动民主发展。」身為康德研究專家的朱高正，還引用康德金句「政治是高明的騙術」，甚至還說：「只要達成目的，可以不擇手段。」又說：「一個合格的政治家，要有七分才氣，更要有三分匪氣」，因此被封為「打架大師」，但朱高正則自稱是「國會戰神」。
朱高正在擔任民進黨立法委員時，由於吸納很多政治獻金，他財政闊綽，一個人聘二十個助理，佔全立法院助理數的一半，但朱高正當時已經不再支持台獨，也不太支持民進黨，要求助理「不要談台獨，也不要加入民進黨」，1987年11月9日，鄭南榕於台北國賓大飯店民進黨第二屆全國黨員代表大會會場，向黨代表散發陳隆志所著《台灣獨立的展望》，遭朱高正咆哮制止、並質疑「為何你非黨代表卻能進場？」；會議主席於是裁定「不許再發」。鄭南榕怒罵：「我要為台灣人摑你一耳光！」於是羞辱性地打了朱高正一巴掌；朱高正隨即與李文平、張豐吉等圍毆鄭南榕，用杯子砸鄭南榕頭部，而後還拿折椅狂打鄭南榕頭部，鄭南榕頭部裂開，血流滿面。
1988年3月29日，民進黨主辦「國會全面改選」大遊行，反對萬年國會；在台北市中山堂結束遊行後，朱高正接著組成「怪老子參觀團」，移師到老國代的住宅區——台北市內湖區大湖山莊，向老國代「請益」，沿路大罵國語、臺語髒話，結果發生衝突事件，是為「329大湖山莊事件」。被警方阻擋在外，但朱高正始終沒有下令全員衝鋒、或是化整為零流竄破壞，最後群眾就地解散，被稱為「虎頭蛇尾」，而後朱高正被以警方「非法集會首謀」偵辦。

## 離開民進黨
1990年，朱高正因多次多次反對民進黨的法案，並撻伐民進黨成員，4月6日被民進黨停權。7月17日民進黨立法院黨團由陳水扁宣布將其逐出黨團。陳水扁稱：「是痛苦的決定，包容絕對不是縱容，長痛不如短痛。」朱高正反嗆：「不如民進黨先開除我黨籍，我會捐半個月薪水（五萬塊）給民進黨。」還說民進黨正在墮落，會籌組新政黨。後來被民進黨開除黨籍。朱高正稱是以「恢復中華光榮」為己任，自願退出民進黨。
朱高正原本認同臺灣獨立運動，针对民进党内新潮流系等主张台灣獨立之派系的崛起，朱高正曾发表过讚揚文章，但後來又自稱「反台獨」，朱高正認為，民進黨背離當初建黨理想，也傷害支持民進黨的勞工們，「只有中國，才能讓台灣再次飛黃騰達。」正式成為統派。

### 自創一黨
1991年3月1日，朱高正成立中華社會民主黨（社民黨），抨擊「國民黨爛、民進黨亂」，反對中華民國總統直選與台灣省省長民選。主張兩岸統一，建立中華聯邦共和國、實行責任內閣制。朱高正相信，社民黨創黨時，黨綱中所條列的「生態社會市場經濟主義」已經被中國共產黨吸納成「社會主義市場經濟體制」，還被寫入《中華人民共和國憲法》第15條，中國大陸傾全力推動社會主義、法治國家、文化秩序、重建中華文化、中國主體意識，這些都是他最根本的理想。
但是，中華社會民主黨於1991年國大代表選舉中全軍覆沒；翌年立委選舉，也只有朱高正一人當選。

### 轉投新黨
1994年4月，朱高正以社民黨黨魁的身分，宣佈與新黨合併。根據馮滬祥的回憶，朱高正在新黨的會議上，毛遂自薦參選台灣省省長，馮滬祥回應，王建煊已經屬意由陳癸淼參選。朱高正罵道：「你們有多白痴，才會讓一個澎湖人選臺灣省長？臺灣島人看澎湖島人，比看你們外省人還衰小，還不如你們這些外省人隨便出來一個。何況他選舉還曾經買過票，他來選還不如我來選。」一連串的歧視言論，讓新黨大老們被罵得魂飛魄散，於是同意由朱高正參選，不過選舉結果，朱高正不但慘败於宋楚瑜，更因為在當年11月發表的「五通電話論」導致新黨被認定為「中共同路人」風波，間接拖累代表新黨參選台北市長的趙少康得票率。而朱高正的強勢作風，也讓朱高正與新黨創黨元老產生心結。
1995年，朱高正接受新黨提名，於高雄市北區參選立委，在選舉期間，朱高正曾與民進黨的陳其邁互罵「陳急掰」、「豬哥正」，在公辦政見發表會向陳其邁罵三字經、互相潑水，甚至還公然和攜帶槍械的黑道兄弟出席。最後朱高正以該選區第二高票當選，陳其邁則以第三高票當選。朱高正當選後頗得意，並曾向媒體透露，自己在眷村的演講主題是孫中山、國父思想，常常講得台下的眷村老伯們紛紛落淚；透露其自信、豪氣。
然而朱高正在新黨黨內發起政治鬥爭，與郁慕明、陳癸淼互批。朱高正老友黃國鐘也在國是論壇批評新黨領導人不務正業，並一連製造了「炮打黨中央」、「與周荃互毆」、「中共代言人（同路人）事件」、「姚立明事件」等，引起新黨長達兩個月的內訌，1997年3月9日上午九時，新黨廉政勤政委員會召集人王建煊主持臨時會議，以朱高正「詆毀新黨同志，自稱搞鬥爭，致新黨形象嚴重受損」為由開除黨籍。支持朱高正的黨內同志稱，新黨有如東廠、西廠
。

### 被指控為國民黨臥底
1997年3月22日，新黨立委郁慕明與和新黨少數的本省人立委陳癸淼爆料，「朱高正是國民黨特務」。郁慕明、陳癸淼在立法院外發表公開記者會，指放棄言論免責權也要揭發「朱高正是國民黨臥底」。在德國讀書時，朱高正就已是國民黨特務，拿國安局的經費替他們蒐集黨外人士的活動情形。並出示朱高正化名「陳廣信」的信件，證明朱高正為國民黨蒐集異議分子的言行活動。並表示他們有十足把握「陳廣信」是朱高正的化名，已證實文字是朱高正親筆筆跡。
郁慕明拿出「陳廣信」在1980年自西德寫給「安平」的信件，「安平」是國安局的代號。內容提到「安平」要「陳廣信」主動接觸施明德之妻艾琳達，而「陳廣信」依令行事。當時，艾琳達到某地演講，「陳廣信」抵達會場後與艾琳達及艾琳達的母親聊天。艾琳達已知施明德不會被判死刑，而且艾琳達提到張俊宏、陳鼓應、王拓、李敖等異議人士，只要是不利國民黨的言論，艾琳達就會大喊「很棒」。「陳廣信」不便過於主動，避免行跡敗露，只跟艾琳達單獨交談十分鐘。「陳廣信」還提及，德國台灣同鄉會成員吳秋祥要安排自己與台灣獨立建國聯盟主席張燦鍙洽談合作。「崔玉磐研製爆破性火藥、在高雄美麗島事件後計畫炸掉台北駐波昂新聞處」最後「陳廣信」向「安平」索取12,000美元。吳秋祥說：「看筆跡應是朱高正」，且「陳廣信」提到的人、事、物很具體；信中在場人物和艾琳達聊天的內容相符。「陳廣信」記載，吳秋祥開車載「陳廣信」前往會場途中迷路，而此事只有吳秋祥與朱高正知情，所以「陳廣信」一定就是朱高正。「陳廣信」提到的「計畫炸掉台北駐波昂新聞處」、「吳秋祥要求與張燦鍙合作」，則是朱高正虛構的。
陳癸淼還宣稱，朱高正自選省長以來到擔任新黨黨鞭的種種行為，都是意在顛覆新黨。由於新黨退出國家發展會議，在國民黨無法收編新黨的情況下，朱高正開始破壞、挑撥新黨，原先他們對朱高正的舉止言行感到困擾與不解，至此他們才恍然大悟為何朱高正一再的傷害新黨，原來朱高正一直是國民黨派來的「爪扒子」。
對此，朱高正則說，筆跡是任何人都可以模仿的，他是第一次聽到「陳廣信」的名字，並反批郁慕明的迫害手法非常卑劣，就像史達林迫害托洛斯基。還反擊「郁慕明就是有名的國民黨特務、職業學生」，保釣運動期間，許多人在美國，都因郁慕明而不得返台。朱高正稱，要到台北地檢署正式控告郁慕明、陳癸淼惡意誹謗。

## 淡出政壇及晚年
1998年中華民國立法委員選舉落選后，朱高正幾無人氣，淡出政坛，四處講述《四書》、《易经》、老庄、朱子學、陽明學等。
2000年9月，因違反公職人員選舉罷免法第92條，被判處有期徒刑一個月，於4日晚上搭機返國時遭航警局逮捕，朱高正向檢方表示希望在桃園服刑，檢方同意後將其解送至桃園監獄執行。他在一個月內努力写作；出狱後並出版著作《狱中自白：论台湾前途与两岸关系》，再度阐述反台独理念。
2001年，朱高正復出，於高雄市出马竞选立法委员，依然低票落選；出任《中國通》雜誌社社長。
2004年總統選舉前夕，朱高正与多名党外运动元老发表反对陈水扁的联合声明。
他关注中国大陆的政治和经济发展，曾与海外民运人士胡平就中国大陸民主化的问题进行辩论；还曾专门发文悼念邓小平，对中国大陆平和地进行经济和政治改革持很高的评价。朱高正離開政壇後，多年來往返臺海兩岸，在北京大學、清華大學講學，並獲聘為中國社會科學院研究生院特邀教授。
2006年9月28日，民進黨舉辦二十週年黨慶，盛大邀請當年363名創黨黨員「重返圓山」憶苦思甜，但朱高正不在受邀者之列；所有展示的圖片，沒有朱高正的身影；所有陳列的黨史文案，沒有朱高正的名字。
2016年9月28日，民進黨在臺北中山堂舉辦三十週年黨慶「創黨30挑戰30紀念影像展」，朱高正「在影像中以缺席方式存在」、「幾乎不存在」。
2021年10月22日，朱高正於台北市立萬芳醫院因大腸癌病逝，享年67歲。2023年10月10日，朱高正的骨灰安葬在中国河南省洛阳市的凤凰山。

## 選舉紀錄
| 年度 | 選舉屆數                     | 選舉區               | 所屬政黨       | 得票數  | 得票率 | 當選標記 | 備註 |
| ---- | ---------------------------- | -------------------- | -------------- | ------- | ------ | -------- | ---- |
| 1986 | 第一屆立法委員第五次增額選舉 | 台灣省第四選舉區     | 民主進步黨     | 120,338 | 11.43% |          |      |
| 1989 | 第一屆立法委員第六次增額選舉 | 台灣省第九選舉區     | 民主進步黨     | 128,420 | 47.59% |          |      |
| 1992 | 第二屆立法委員選舉           | 雲林縣立法委員選舉區 | 中華社會民主黨 | 63,346  | 18.41% |          |      |
| 1994 | 第一屆台灣省省長選舉         | 第一屆台灣省省長選舉 | 新黨           | 362,377 | 4.31%  |          |      |
| 1995 | 第三屆立法委員選舉           | 高雄市第一選舉區     | 新黨           | 45,936  | 12.70% |          |      |
| 1998 | 第四屆立法委員選舉           | 台北市第二選舉區     | 無黨籍         | 15,738  | 2.18%  |          |      |
| 2001 | 第五屆立法委員選舉           | 高雄市第二選舉區     | 無黨籍         | 2,510   | 0.83%  |          |      |

## 評價
朱高正是第一個在立法院演出議會暴力的立法委員，被稱為「打架大師」，並自認是「國會戰神」。張鴻學批評朱高正，說：「講民主，你沒有風度；搞革命，你不敢。」
朱高正一生充滿爭議，一度贊成獨立，之後主張統一。由於他從綠轉紅，從獨轉統，被批為「政壇變色龍」。
作家朱天心的著作《三十三年夢》，有一部分談及她結識朱高正以及參與社民黨運作的過程。她和導演侯孝賢曾經與朱高正並肩作戰，深入山野窮鄉巡迴講演。在整理她的記憶時，朱天心說：「我亦有幸看過最好時光的朱高正。」
作家林深靖稱曾與朱高正在嘉義新港月眉潭敵天大帝廟相見。談政局，談選舉，談改造國會的理想。一副準備與天為敵，與時勢搏鬥的氣概。
醫師沈政男認為，黨外人士中，演講最厲害的莫過於謝長廷、蘇貞昌、陳水扁。而朱高正有謝長廷的幽默、蘇貞昌的氣勢、陳水扁的犀利；可說是兼有三者之長。
謝長廷稱，朱高正晚年爭議言行頗多，綠營雖對朱高正有負面看法，但不能因爭議言行否定朱早期的貢獻。而且朱高正的哲學底子也不錯。

前民進黨立委林濁水說：「1990年代，朱高正曾是『台灣第一戰艦』，為民進黨立下汗馬苦勞；後來又組（中華）社會民主黨，又加入新黨，使得民進黨在情感上十分受傷，被視為變色龍、叛徒、不可信任。但我當時雖為民進黨惋惜失去頭號戰艦，卻也獨排眾議，認為他的作法符合民主政治的原則；接受香港著名雜誌訪問時，我大談他在理念和政黨認同上的理性與感性衝突問題。去年，我進一步把這樣的理念寫進我的書中，並拿他和陳水扁比較，認為朱高正忠於理念，而改變政黨認同是一種誠實負責的行為。」
朱高正在電視辯論中，告訴胡平「為達目的，應該不擇手段」。丁楚說：「凡大陸人讀了兩者辯論後，都一致公認朱高正的思想要膚淺地多。應該把他送到大陸去，讓共產黨修理一下他。按照他那一套戰術，十個腦袋都不管用，共產黨能把他碾成肉餅。」
朱高正的新黨同志馮滬祥很討厭朱高正，認為朱高正早年是台獨分子，看不起中國大陸、外省人，年紀大了以後，看中國大陸改革開放、崛起了，開始巴著中國大陸跟外省人，又開始說要統一。馮滬祥說朱高正自傲的學術研究也是一文不值，朱高正推崇康德的《純粹理性批判》、達爾文的《物種原始》、馬克思的《資本論》等。不過他說：「我從來不鼓勵大家去讀康德的著作，因為那些書的中譯本翻譯得並不理想，看了也是白看，倒不如讀一讀朱熹的《近思錄》，好好把它讀通，大概康德道德哲學的精華，也都在其中了。」此種“看朱熹通康德論”，被前同志、哲學同道馮滬祥痛批是胡說八道。
朱高正逝世后，中华人民共和国国务院台湾事务办公室发言人马晓光在10月27日的例行新闻发布会中表示，朱高正先生坚定反对“台独”，拥护国家统一，热心弘扬中华文化，积极开展两岸交流。国台办对朱的逝世深表哀悼。

## 事件
朱高正留學德國，他曾說過，學習外國語言最快方式是泡當地酒吧，從國罵、三字經先學起。
黨外人士演講時，有下台募款的習慣，一次朱高正與費希平、江鵬堅、謝長廷、許榮淑、洪奇昌等抱著募款箱下台進入群眾之中巡迴，大概走了半小時，陸續回到台上，立刻開箱清點，大概都募到兩、三萬，但朱高正的箱子中卻募到了六十幾萬，據說，朱高正募款的最高紀錄，是下台走一圈，募到108萬。
老委員都很怕朱高正，1987年3月20日，民進黨13位立委聯合向行政院提出總質詢，朱高正第一次用台語質詢行政院長俞國華。但當時，曾遭國會老委員歧視，並拍桌大叫：「聽不懂，不要再講了！」，朱高正用台語吼回去：「你們老賊在臺灣白吃白喝臺灣人幾十年，聽不懂臺語？我X你娘，聽不懂的給我滾出去！」朱高正動輒罵老委員是老賊，忽打人，忽跳上桌，讓這些老委員又恨又怕。曾有人低聲罵他是「政治流氓」，朱高正回頭怒責：「是誰說的？」眾老先生皆推說：「不是我說的！」有一天來自瀋陽的老委員張鴻學帶了金門高粱邀請朱高正喝，最後把朱高正灌倒在立法院的康園餐廳。這件事還被尤清嘲笑：「張鴻學真的是老謀深算！」
1994年，朱高正把社民黨併入新黨。有社民黨員罵朱高正貪權、私慾至上。朱高正反嗆：「X你老母，你懂個屁！李登輝是個馬基維利式的奸雄，把蔣家都弄倒了，反對李登輝的人還不團結起來，怎麼打倒李登輝？沒有朱高正的話，新黨這種外省政黨，想跨過濁水溪？」朱高正後來說，民進黨本來沒有主張台獨，一開始是反對國民黨一黨專政，要求回歸民主憲政，實施《中華民國憲法》，結果他們要另外搞一個《台灣共和國憲法》。而這些人都是李登輝帶壞。
1997年3月23日，立委郁慕明、陳癸淼公開指控，朱高正留學西德時，即是國民黨安插在黨外的臥底，化名「陳廣信」，每月固定領取國安局一千美元，負責監控異議分子。
1999年12月，前法務部調查局臺北市調查處中山調查站調查員白瑄的著作《全民公敵調查局》中，1986年民進黨組黨時擔任蔣經國侍衛的士林官邸無線電隨從「鐵金剛」說，他真的一直沒有想到，民進黨的整個組黨過程，是蔣經國一手主導的；在黨外運動或現在民進黨的高層人物中，應該有好幾個國防部軍事情報局安排的人在裡面。鐵金剛說，「像以前朱高正和蔣經國的關係就很微妙」，朱高正曾經多次秘密進入七海官邸直接與蔣經國面談；美麗島事件爆發後，他是奉蔣經國命令前往高雄下達蔣經國手諭的幾組警衛之一，「當時我們那一組就是負責去教訓朱高正，制止他繼續把美麗島事件擴大」。
2001年11月23日，民進黨立委朱星羽點名新黨台北市南區立委候選人馮滬祥、新黨台北市北區立委候選人郁慕明、親民黨台北市北區立委候選人許淵國、新黨台北縣第二選區立委候選人仉桂美及無黨籍高雄市南區立委候選人朱高正為「中共進駐立法院先遣部隊」，指控他們曾在10月1日參加在台北市豪園餐廳舉行、包括中國統一聯盟成員在內總共三百餘人參加的中華人民共和國國慶慶祝紀念餐會，質疑可能接受中共金錢資助參選立委，要求相關單位立即深入調查。同日，馮滬祥、郁慕明、許淵國、仉桂美與朱高正均駁斥朱星羽說詞。朱高正說，中國統一聯盟於每年10月1日固定舉行餐會，本年10月1日還公開對外席開50桌，卻被朱星羽抹黑。
2012年5月17日，在總統馬英九宣布「油電雙漲」導致物價猛烈上漲、民怨沸騰後，「馬英九不了解民怨」等怨言甚囂塵上，朱高正在年代新聞台談話性節目《新聞面對面》上批評馬英九：「表面上溫良恭儉讓，骨子裡卻是大奸大惡之徒！」
2013年7月20日晚間，朱高正與友人至台北市西門町漢中街紅包場歌廳「星光百分百大歌廳」飲酒，疑因認為敬酒的女歌手宋雨璇服務不周，摔杯並掌摑宋雨璇。歌廳報警。台北市政府警察局萬華分局武昌派出所警員到場時，朱高正辱罵與踹踢員警，被以妨害公務罪送檢方偵辦。檢察官諭令限制住居後，將朱高正請回。同月21日，星光百分百大歌廳負責人楊文萱說，事發時她一度出面緩頰，但朱高正仍在生氣、語氣很衝，她只好作罷。

## 個人生活
朱高正的太太裘曼如為其台大法律系的學妹，為公務員，也默默支持朱高正，且朱高正在1998年立法委員選舉落選後，裘曼如更是一肩扛起家中生計。後期，朱高正長子朱仰丘繼承母親衣缽，伴隨朱高正左右，為其打理社會與文化交流活動相關事宜，是朱高正重要的左膀右臂。
2018年，朱高正罵了民主化以來的歷任總統，說：「蔡英文是我老婆的跟班」，李登輝「噁心，憑甚麼當民主先生」，陳水扁「學問平庸，高傲自恃，沒有我的貢獻多」，馬英九「我最瞧不起的人」。」朱高正的太太裘曼如是蔡英文的臺大同學，與蔡英文感情不錯。2020年6月3日，總統府發言人張惇涵回應，蔡英文與裘曼如確是臺大同班同學、也是熟稔的好友。
2020年，朱高正長子朱仰丘酒醉搭計程車行經台北市萬華區環河快速道路時，後方來車將其輾斃。據報導，酒醉的朱仰丘突然堅持要下車，還未待車子停下，自行打開車門跳車，隨後躺在快車道上呼呼大睡，後方來車將其輾斃。肇事者易姓駕駛被以過失致死起訴。朱高正等家屬要求除了在強制汽車責任保險200萬元之外還得再賠300萬元；易姓駕駛卻僅願再賠30萬元。朱仰丘的堂哥朱容辰律師強調，如果當時易姓駕駛有避開，可能只是壓到肢體而非胸部，朱仰丘可能只是受傷而非死亡，駕駛絕對有責任。

## 著作
| 年份                     | 書名                                               | 出版社                   | ISBN               |
| ------------------------ | -------------------------------------------------- | ------------------------ | ------------------ |
| 1989年三版               | 《朱高正論文集：和平革命 ①春雷1986》               |                          |                    |
| 1989年三版               | 《朱高正論文集：和平革命 ②驚蟄1987》               |                          |                    |
| 1989年三版               | 《朱高正論文集：和平革命 ③大風起1988》             |                          |                    |
| 1989年三版               | 《朱高正論文集：和平革命 ④雲飛揚1989》             |                          |                    |
| 1993年第一版             | 《和平革命》                                       | 天下文化                 | ISBN 9576211816    |
| 1993年第一版             | 《新社會：邁向公平正義》                           | 天下文化                 | ISBN 9576211824    |
| 1993年第一版             | 《再造傳統：一個知識分子的人文關懷》               | 天下文化                 | ISBN 9576211832    |
| 1994年11月初版           | 《和平革命1994：撥亂反正》                         | 歐洲文教基金會           |                    |
| 1995年10月初版第一次印刷 | 《乾坤大挪移》                                     | 臺灣商務印書館           | ISBN 9570512024    |
| 1996年一版               | 《現代中國的崛起：朱高正作品精選集第一卷》         | 臺灣學生書局             | ISBN 957150761X    |
| 1996年出版               | 《台灣民主化的經驗與教訓：朱高正作品精選集第二卷》 | 臺灣學生書局             | ISBN 9571507628    |
| 1996年11月一版           | 《縱橫古今談：朱高正作品精選集第三卷》             | 臺灣學生書局             | ISBN 9571507636    |
| 1997年初版               | 《納約自牖：朱高正作品精選集第四卷》               | 臺灣學生書局             | ISBN 9571508322    |
| 1998年11月出版           | 《周易六十四卦通解》                               | 臺灣商務印書館           | ISBN 9570515260    |
| 1998年11月出版           | 《易經白話例解》                                   | 臺灣商務印書館           | ISBN 9570516399    |
| 2000年11月出版           | 《獄中自白：論臺灣前途與兩岸關係》                 | 學思出版，揚智文化總經銷 | ISBN 9571510505    |
| 2001年初版               | 《中華文化與中國未來》                             | 臺灣學生書局             | ISBN 9571510920    |
| 2001年8月出版            | 《康德四論》                                       | 臺灣學生書局             | ISBN 9571510858    |
| 2005年10月出版           | 《朱高正講康德》                                   | 北京大學出版社           | ISBN 7301093616    |
| 2010年5月初版            | 《近思錄通解（首冊）》                             | 臺灣商務印書館           | ISBN 9789570524857 |
| 2010年5月初版            | 《近思錄通解（二冊）》                             | 臺灣商務印書館           | ISBN 9789570524772 |
| 2010年7月出版            | 《近思錄通解》                                     | 華東師範大學出版社       | ISBN 9787561777114 |
| 2010年11月初版           | 《白鹿洞講演錄》                                   | 臺灣商務印書館           | ISBN 9789570525434 |
| 2011年9月第1版           | 《從康德到朱熹：白鹿洞講演錄》                     | 浙江大學出版社           | ISBN 9787308087728 |
| 2012年12月1日初版        | 《四書精華階梯（上、下卷）》                       | 臺灣商務印書館           | ISBN 9789570527728 |
| 2014年11月1日初版        | 《允執其中：朱高正六十自述》                       | 臺灣商務印書館           | ISBN 9789570529661 |

## 註解
1. ↑  此為臺語俗諺，雞、鳥抓到一隻都不剩，比喻全員被捕。
2. ↑  朱高正晚年說，「民主」就是公政會，「進步」就是編聯會，他不想讓「公政會」在前面，刻意消遣一下謝長廷而已。
3. ↑  當時朱高正三十二歲，恰好是周書府年齡的一半。事後朱高正說，他勸周書府趕快離開，但周書府推了他三次，他才用柔道「大外割」招式摔飛周書府。他承認這是他第一次使用暴力，目的是抵抗「國民黨的違憲」。朱高正還說他把影片拿給柔道教練看，柔道教練說朱的技術超過五段。朱高正還說周書府在綠島當監獄長官時，打死政治犯汪廷瑚，違反人權，自己算為民除害。
4. ↑  當時朱高正三十三歲，事後朱高正說他只有打趙少康，趙少康不是他對手，還把趙少康從台上打到飛出去。朱高正說劉闊才七十七歲太老了，不敢打劉闊才，只是推開劉闊才而已，沒有打他。劉闊才貼個撒隆巴斯膏藥就亂指控。[15]
5. ↑  「立院首度暴力」事實上是朱高正1987年毆打周書府。
6. ↑  郭文彬稱，他曾經被朱高正以三字經羞辱。鄭南榕對郭說，是為了幫郭報仇才打朱一巴掌的。
7. ↑  江蓋世：「一九八七年十一月九日、十日兩天，民進黨舉行第二屆全國代表大會。……十一月九日星期一……當天一大早，我與童鴻欽就趕到國賓飯店；我倆都不是黨代表，無法進去開會。……中午十二點十五分左右，突然看到鄭南榕血流滿面，旁人的扶持下，從國賓飯店大門口衝了出來。我嚇了一跳，趕上前去問他，他也不多說話。我們幾個人，就趕快把他送去馬偕醫院的急診室急救。……鄭南榕他不是黨代表，但他想透過工作人員的幫忙到會場裡面去散發一本台獨的著作，那是美國耶魯大學法學博士陳隆志所寫的書。可是，朱高正質疑鄭南榕的身份，又批評他在場內散發陳隆志的著作。朱高正的話引起鄭南榕強烈的不滿，他就走進會場，快速衝上前去，打了朱高正一個耳光。朱高正以及他同行的雲林、嘉義等地的黨代表立即還擊，拿咖啡杯、椅子砸鄭南榕。鄭南榕一個躲避不及，頭皮裂了一條大縫，立即血流如注。事件爆發，會場便陷入一陣混亂。」
8. ↑  「看衰小」，台語，輕視、瞧不起之意。
9. ↑  宋楚瑜真的是外省人，朱高正一語成讖。
10. ↑  我只要打不超過五通電話，就能讓中共的軍事行動延緩24小時。
11. ↑  一千美元月薪，先預付給「陳廣信」一年。
12. ↑  當時台北市仁愛路58坪的大樓只開價470萬，一坪8萬多元[44]

## 參閱
- 中華社會民主黨

## 外部連結
- 朱高正 -- 台灣第一民主戰艦 （页面存档备份，存于）
- 【蘋果人物2】朱高正：時代不需要我　那就坦然退出 （页面存档备份，存于）
- 【蘋中人】政治騙術中的生存學 朱高正 （页面存档备份，存于）